# АБА сезона 1969/70.
АБА сезона 1969/70. је била трећа сезона за Америчку кошаркашку асоцијацију. Пре почетка сезоне, Минесота пајперси су се вратили у Питсбург, Оукланд оукси су се преселили у Вашингтон, ДиСи, и постали Вашингтон кепси, а Хјустон маверикси су се преселили у Северну Каролину и постали Каролина кугарси. За регуларну сезону, распоред је повећан са 78 на 84 утакмице по тиму. Сезона је завршена тако што су Индијана пејсерси освојили свој први АБА шампионат.
Спенсер Хејвуд, новајлија са Универзитета у Детроиту, је предводио АБА лигу са бројем постигнутих кошева (30,0 поена) и у броју скокова (19,5 рпг) за Денвер рокетсе. Хејвуд је био први „тежак случај” професионалног кошаркаша, који је напустио колеџ након друге сезоне. НБА му је забранила да се изјасни за свој драфт, а он је уместо тога потписао уговор са Рокетсима, што их је довело до шампионата Западне дивизије.

## АБА тимови
| 1969/70. Америчка кошаркашка асоцијација |                      |                                                                             |                                                 |                    |
| Дивизија                                 | Екипа                | Град                                                                        | Арена                                           | Капацитет          |
| Исток                                    | Каролина кугарси     | Гринсборо, Северна Каролина Шарлот, Северна Каролина Рали, Северна Каролина | Гринсборо колосеум Шарлот колосеум Дортон арена | 15.000 9.605 7.610 |
| Исток                                    | Индијана пејсерси    | Индијанаполис, Индијана                                                     | Индијана стејт фарм колосеум                    | 10.000             |
| Исток                                    | Кентаки колонелси    | Луивил, Кентаки                                                             | Луивил конвеншн центар                          | 6.000              |
| Исток                                    | Мајами флоридијанси  | Мајами Бич, Флорида                                                         | Коконат центар Мајами Дејд колеџ                | 6.900 н/п          |
| Исток                                    | Њујорк нетси         | Вест Хемпстед, Њујорк                                                       | Ајленд гарден                                   | 5.200              |
| Исток                                    | Питсбург пајперси    | Питсбург, Пенсилванија                                                      | Сивик арена (Питсбург)                          | 12.580             |
| Запад                                    | Далас чапаралси      | Јуниверсити Парк (Тексас), Далас, Тексас                                    | Муди колосеум Далас Меморијал аудиторијум       | 8.998 9.815        |
| Запад                                    | Денвер рокетси       | Денвер, Колорадо                                                            | Денвер аудиторијум арена                        | 6.841              |
| Запад                                    | Лос Анђелес старси   | Лос Анђелес, Калифорнија                                                    | Лос Анђелес спорт арена                         | 14.795             |
| Запад                                    | Њу Орлеанс баканирси | Њу Орлеанс, Луизијана                                                       | Лојола филд хаус                                | 6.500              |
| Запад                                    | Вашингтон кепси      | Вашингтон                                                                   | Вашингтон колосеум                              | 7.000              |

## Коначан поредак регуларне сезоне
Ута = утакмице, Поб = победе, Изг = изгубљене, П% = проценат победа, ЗЛП = Заостајање за лидером у победама
| Источна дивизија |                     |     |     |     |      |     |
| #                | Екипа               | Ута | Поб | Изг | П%   | ЗЛП |
| 1                | Индијана пејсерси   | 84  | 59  | 25  | 70,2 | -   |
| 2                | Кентаки колонелси   | 84  | 45  | 39  | 53,6 | 14  |
| 3                | Каролина кугарси    | 84  | 42  | 42  | 50,0 | 17  |
| 4                | Њујорк нетси        | 84  | 39  | 45  | 46,4 | 20  |
| 5                | Питсбург пајперси   | 84  | 29  | 55  | 34,5 | 30  |
| 6                | Мајами флоридијанси | 84  | 23  | 61  | 27,4 | 36  |

| Западна дивизија |                      |     |     |     |      |     |
| #                | Екипа                | Ута | Поб | Изг | П%   | ЗЛП |
| 1                | Денвер рокетси       | 84  | 51  | 33  | 60,7 | -   |
| 2                | Далас чапаралси      | 84  | 45  | 39  | 53,6 | 6   |
| 3                | Вашингтон кепси      | 84  | 44  | 40  | 52,4 | 7   |
| 4                | Лос Анђелес старси   | 84  | 43  | 41  | 51,2 | 8   |
| 5                | Њу Орлеанс баканирси | 84  | 42  | 42  | 50,0 | 9   |

## Награде и признања
- Награда АБА за најкориснијег играча: Спенсер Хејвуд, Денвер рокетси
- Новајлија године: Спенсер Хејвуд, Денвер рокетси
- Тренер године: Бил Шерман, Лос Анђелес старси и Џо Белмонт, Денвер рокетси
- МВП плеј-офа: Роџер Браун, Индијана пејсерси
- МВП утакмице свих звезда: Спенсер Хејвуд, Денвер рокетси

| - Ол-АБА први тим - Рик Бари, Вашингтон кепси (2. пут изабран) - Спенсер Хејвуд, Денвер рокетси - Мел Данијелс, Индијана пејсери (3. пут изабран) - Боб Верга, Каролина кугарси - Лари Џонс, Денвер рокетси (3. пут изабран) | - Ол-АБА други тим - Роџер Браун, Индијана пејсерси (2. пут изабран) - Боб Нетолики, Индијана пејсерси - Ред Робинс, Њу Орлеанс баканирси (2. пут изабран) - Дони Фримен, Мајами флоридијанси (2. пут изабран) - Лу Демпјер, Кентаки колонелси (3. пут изабран) | - Ол-АБА руки тим - Мајк Берет, Вашингтон кепсо - Џон Брискер, Питсбург пајперси - Мек Калвин, Лос Анђелес старси - Спенсер Хејвуд, Денвер рокетси - Вили Вајс, Лос Анђелес старси |